# Dossa Kourégou
Dossa Kourégou (auch: Dosso Kourégou) ist ein Weiler in der Landgemeinde Kokorou in Niger.

## Geographie
Der Weiler befindet sich rund 13 Kilometer nordwestlich des Hauptorts Kokorou der gleichnamigen Landgemeinde, die zum Departement Téra in der Region Tillabéri gehört. Zu weiteren Siedlungen in der Umgebung von Dossa Kourégou zählen Doungouro und Sédey im Nordwesten, Béra und Fambita im Nordosten sowie Diblo und Fonéko Tédjo im Südwesten.
Es herrscht das Klima der Sahelzone vor, mit einer durchschnittlichen jährlichen Niederschlagsmenge zwischen 300 und 400 mm. Südlich von Dossa Kourégou erstreckt sich der Kokorou-Namga-Komplex, ein 66.829 Hektar großes Feuchtgebiet, das seit 2001 von der Ramsar-Konvention erfasst ist.

## Geschichte
Bewaffnete Angreifer töteten am 15. Juli 2024 in Dossa Kourégou sieben Zivilisten und stahlen Vieh. Zu dieser Zeit wurde die Gemeinde Kokorou häufig von Attacken mutmaßlich der Terrororganisationen Dschamāʿat Nusrat al-Islām wa-l-Muslimīn und Islamischer Staat – Sahel Provinz heimgesucht.

## Bevölkerung
Bei der Volkszählung 2012 hatte Dossa Kourégou 319 Einwohner, die in 22 Haushalten lebten.